# Veľké Borové
Veľké Borové es un municipio del distrito de Liptovský Mikuláš en la región de Žilina, Eslovaquia, con una población estimada a final del año 2024 de 42 habitantes.
Se encuentra ubicado al sureste de la región, cerca del curso alto del río Váh (cuenca hidrográfica del Danubio), de los montes Tatras y de la frontera con Polonia y las regiones de Prešov y Banská Bystrica.

## Demografía
| Año        | 1994 | 2004     | 2014     | 2024  |
| ---------- | ---- | -------- | -------- | ----- |
| Población  | 105  | 86       | 56       | 42    |
| Diferencia |      | −18,09 % | −34,88 % | −25 % |

| Año        | 2023 | 2024    |
| ---------- | ---- | ------- |
| Población  | 45   | 42      |
| Diferencia |      | −6,66 % |